# Humpolec
Humpolec là một thị trấn thuộc huyện Pelhřimov, vùng Vysočina, Cộng hòa Séc.